# Eriogonum helichrysoides
Eriogonum helichrysoides là một loài thực vật có hoa trong họ Rau răm. Loài này được Prain mô tả khoa học đầu tiên năm 1913.